# Хадияльский сельсовет
Хадияльский сельсовет — административно-территориальная единица и муниципальное образование со статусом сельского поселения в Тляратинском районе Дагестана Российской Федерации.
Административный центр — село Хадиял.

## Население
| 2002 | 2010 | 2012 | 2013 | 2014 | 2015 | 2016 |
| ---- | ---- | ---- | ---- | ---- | ---- | ---- |
| 637  | ↗699 | ↗706 | ↗712 | ↗719 | ↗745 | ↗765 |
| 2017 | 2018 | 2019 | 2020 | 2021 | 2023 | 2024 |
| ↗769 | ↗784 | ↗786 | ↗798 | ↘745 | ↗751 | ↗765 |
| 2025 |      |      |      |      |      |      |
| ↘756 |      |      |      |      |      |      |

## Состав
| № | Населённый пункт | Тип населённого пункта       | Население |
| - | ---------------- | ---------------------------- | --------- |
| 1 | Никар            | село                         | ↗264      |
| 2 | Сикар            | село                         | ↗199      |
| 3 | Тадиял           | село                         | →0        |
| 4 | Хадиял           | село, административный центр | ↘282      |